# Delise
Delise de Wijze-van Venrooij (Den Haag, 15 oktober 1987) is een Nederlandse christelijke zangeres en songwriter onder de artiestennaam Delise.

## Levensloop
Delise van Venrooij groeide op in Woubrugge. Ze ging naar het Groene Hart Lyceum en studeerde vervolgens Rechten aan de Universiteit Leiden. Ze rondde deze studie af in 2012.

### Beginjaren
Op 12-jarige leeftijd begon Delise met het schrijven van liedjes. Toen ze 14 jaar was, bracht Robin Groenveld, bedenker en organisator van Vrienden van Amstel LIVE haar in contact met Bas Kennis en Holger Schwedt, waar ze enkele jaren mee samenwerkte. Daarnaast werd ze begeleid door de voormalige begeleidingsband van Anouk.
Op jonge leeftijd al won zij een aantal prijzen; zo bereikte ze met haar band de tweede plaats tijdens The International Battle of the Bands in Londen en kreeg ze een eervolle vermelding voor haar liedje "Everything Breaks" tijdens de International Songwriter Competition in de Verenigde Staten. Ook trad ze op in Ahoy tijdens The Chrystal Ball Party en zong ze het lied "Like an Angel" in voor de film Het Schnitzelparadijs. In 2008 nam ze deel aan het programma Rock Nation op RTL 5.
Vanaf 2010 richtte ze zich op haar studie, al bleef ze liedjes schrijven en trad zo nu en dan op. Zo zong ze het lied "Toch een beetje thuis" in voor het programma De Verandering en werd ze tijdens haar studie verkozen tot Beste Songwriter van de VU Amsterdam en de Universiteit Leiden. In 2013 deed ze mee aan het programma X Factor op RTL 4.

### Terugkeer
In 2016 richtte ze zich weer meer op de muziek na een burn-out. Haar stijl was meer pop geworden en ze schreef haar liedjes nu in het Nederlands. Vanaf begin 2018 richtte ze zich op het maken van een nieuw album in samenwerking met onder anderen Henk Pool.

### Album Bladzijde 1
Op 20 juli 2018 bracht ze haar nieuwe single "Dat doe je goed" uit, een liedje dat ze schreef met Matthijn Buwalda en Henk Pool. Op 13 september 2018 bracht zij vervolgens de single 'Klein zusje' uit met Henk Pool. Deze twee singles vormden de opmaat voor het nieuwe album 'Bladzijde 1' dat uitkwam op 5 oktober 2018.
Aan het einde van 2018 was ze drie keer te horen in de Top1008 (lijst met "beste Christelijke muziek" van Groot Nieuws Radio), waarbij haar single Dat doe je goed zelfs op de 50e plek was gekomen. Op 1 januari werd bekendgemaakt dat ze genomineerd is voor de Zilveren Duif Award 2019 bij de onderdelen Nieuwe artiest van het jaar, Pop- of rockalbum van het jaar en Artiest van het jaar.

### EP Kleine dingen
Na haar album 'Bladzijde 1' zette ze haar samenwerking met Henk Pool voort, resulterend in een nieuwe single die op 26 april 2019 werd uitgebracht: 'Stil val'. Dit werd opgevolgd op 11 oktober 2019 door 'Spreid je vleugels', een samenwerking van De Rechtstaat met Delise. Op 10 januari 2020 bracht Delise haar nieuwe single 'Kleine dingen' uit, waarbij ook bekend werd dat dit de titel zal zijn van haar nieuwe cd. Op Valentijnsdag, 14 februari, kwam de single 'Helden' uit in samenwerking met JellowZorg als een bedankje aan alle mensen die in de zorg werken, zowel betaald als onbetaald. De single 'Helden' kreeg in de aanvang van de coronapandemie veel aandacht bij verschillende online media, vanwege de ode aan de hulpverleners die juist in die tijd een zware werkdruk kregen.
In het najaar van 2019 en voorjaar van 2020 gaf De Wijze-van Venrooij enkele akoestische huiskamerconcerten in Doorn, Veenendaal en Tholen in aanloop van de release van haar volgende cd 'Kleine dingen' in maart 2020. Het releaseconcert is geannuleerd vanwege de maatregelen tegen het coronavirus (COVID-19). In plaats daarvan is op 25 september 2020, ongeveer een half jaar na de release van 'Kleine dingen', een theaterconcert 'Kleine dingen' gegeven. Dit theaterconcert vond plaats in De Theaterbakkerheij in Gouda met band en gastartiest Ralph van Manen, gepresenteerd door Hans van Vuuren (Groot Nieuws Radio).

### Tussendoor - Coronaperiode
In het voorjaar van 2020 heeft de Wijze-van Venrooij meegewerkt aan het project bootje van papier, een actie die in eerste instantie een initiatief van Elly Zuiderveld en André van der Weide om geld in te zamelen voor de vluchtelingenkinderen op het eiland Lesbos. Hiervoor is het nummer 'Wat je doet' gebruikt, een lied dat ze heeft gezongen samen met Maddoc (Matthijs Hemink), zanger bij de hiphopformatie 'Damascus'.
Op 24 juli 2020 kwam een single uit in samenwerking met Rikkert Zuiderveld en Henk Pool: Nu de trein vertrokken is..., geproduceerd in samenwerking met Henk Pool. De laatste single in 2020 van Delise verscheen op 14 oktober en heeft als titel Wees niet bang.
Op 20 januari 2021 bracht ze een single uit met als titel Storm op het meer. Dit nummer, geschreven samen met Elly Zuiderveld, is gebaseerd op het schilderij van Rembrandt met de titel Christus in de storm op het meer van Galilea (1633). In tegenstelling tot voorgaande singles, werd dit nummer geproduceerd in samenwerking met de TCC Studio in Veenendaal.
Hoe Mooi is de titel van de single (duet) die in samenwerking met singer-songwriter Marjolein Keijzer is uitgebracht op 9 april 2021. Ook bij dit nummer is een lyric video vrijgegeven via YouTube. Een volgende samenwerking was met Lars Gerfen en resulteerde in het nummer Bij U is het goed, een duet wat is uitgekomen op 9 juni 2021 met wederom een lyric video. 

### Album Ik ken je
Op 11 februari 2022 volgde er een nieuwe cd: 'Ik ken je'. Voorafgaand heeft Delise de gelijknamige single 'Ik ken je' uitgebracht inclusief een videoclip (gefilmd in Harderwijk). Het album 'Ik ken je' bevat 14 nummers en bij het fysieke album is ook een tweede cd (ep) te vinden: Delise & band live. Op deze ep staan zes nummers die eerder als studioversie zijn uitgekomen. Deze 6 nummers zijn met een band opgenomen bij de TCC Studios in Veenendaal. Bij de band speelden de volgende artiesten mee naast Delise (zangeres, gitaar, toetsen): Jan Willem van Delft (toetsen, accordeon), Daniel van der Molen (bass), Jeroen van Santen (drums) & Hans Stolk (cello).
In het voorjaar heeft Delise de release van het album gevierd met een livestream concert. In het najaar, vanaf oktober, ging Delise met haar band op tour. Deze concerttour had als titel 'Ik ken je' en vond plaats in Zwijndrecht, Hoogeveen (plaats), Delfzijl en Urk, Deze concerten stonden in het teken van de release van het album 'Ik ken je'.

### Project 'Verborgen verhalen'
Met de digitale release van 'De diepte in', het laatste nummer van haar album 'Ik ken je', liet Delise weten dat er een nieuw project gestart is met als titel 'Verborgen verhalen'. Naar eigen zeggen, klinken de nieuwe liedjes van dit project iets anders dan Delise's eerdere muziek: ze gaan meer terug naar de singer-songwriter achtergrond van Delise. Delise vertelde hierover: 'In 'Verborgen verhalen' staan liedjes centraal die gaan over zaken die niet zo 'out in the open' liggen, maar die je over het algemeen nog (even) verstopt houdt. Een kwetsbaar inkijkje in verhalen die soms verborgen blijven. Hoe belangrijk is het om juist ook over deze onderwerpen te praten. Ik wil met een knipoog de uitdaging aangaan.'. Een 'Sneak preview' van de nieuwe liedjes werd gegeven tijdens haar solo-huiskamerconcerten XL tour die in het najaar van 2023 heeft plaatsgevonden bij locaties in Emmeloord, Veenendaal, Vinkeveen, Rotterdam, Soest en Aalsmeer. 
Op 19 januari 2024 is haar eerste single van het project uitgebracht ('Gebed voor jou'), waarna in maart 'Voor wie dit gelooft' en in juni 'Laat het los' volgde als singles. In september 2024 is Delise gestart met een theatertour, waarbij Delise met haar band optredens verzorgde in Amersfoort, Gouda en Zwolle. De theatertour zal in 2025 worden vervolgd met o.a. een optreden in Aalsmeer.  
Het project resulteerde tot een nieuw album: 'Verborgen verhalen'. Dit album is fysiek uitgebracht op 4 oktober 2024. Over het album zegt Delise het volgende in een interview: 'Het album “Verborgen verhalen” gaat over zaken die men liever nog even verborgen houdt en waar men liever niet zo mee naar buiten komt. Mijn missie met het album is om de luisteraar aan te moedigen om zijn of haar eigen verborgen verhalen met anderen te delen. Want ik heb zelf gemerkt dat dat zó bemoedigend kan werken, kan inspireren en mensen nader tot elkaar kan brengen. Daarnaast is het voor degene die het verhaal vertelt ook vaak fijn om iemand anders deelgenoot te maken van zijn of haar verhaal. Ik heb dit zelf ook ontdekt in mijn eigen leven.'

### Muzikale samenwerkingen
Voor haar muziek zoekt De Wijze-van Venrooij regelmatig samenwerking op met andere artiesten. 
De volgende lijst is een chronologische opsomming van directe samenwerkingen met collega zangers en zangeressen (buiten producers en studio / live muzikanten om):
- 'Dat doe je goed'; een tekstuele samenwerking had met liedjesschrijver en zanger Matthijn Buwalda
- 'Wat je doet'; een samenwerking met Matthijs Hemink (MaddoC). MaddoC is een van de zangers van de Nederlandse christelijke hiphopgroep Damascus
- 'Spreid je vleugels'; een samenwerking met Michaël Gabriël (rapper) & Chesron Sminia (zanger) van de Nederlandstalige rapgroep De Rechtstaat
- 'Nu de trein vertrokken is'; een tekstuele samenwerking met Rikkert Zuiderveld van het muzikale duo Elly en Rikkert
- 'Dat doe je goed - Reyer Remix'; een remix-samenwerking met liedjesschrijver, zanger en producer Reyer van Drongelen van Reyer Muziek
- 'Storm op het meer'; een tekstuele samenwerking met Elly Zuiderveld-Nieman van het muzikale duo Elly en Rikkert
- 'Hoe mooi'; een samenwerking (duet) met zangeres Marjolein Keijzer
- 'Bij U is het goed'; een samenwerking (duet) met zanger Lars Gerfen
- 'Ninevé'; een tekstuele samenwerking met Elly Zuiderveld-Nieman van het muzikale duo Elly en Rikkert
- Simpel geluk; een samenwerking met de hiphopgroep Damascus

## Privé
Delise de Wijze-van Venrooij is woonachtig in Baarn en sinds 7 mei 2016 gehuwd. Met haar man heeft ze sinds 2022 een dochter.

## Discografie
Singles en uitgebrachte nummers:
- 2018: Dat doe je goed
- 2018: Klein zusje
- 2018: Bladzijde 1
- 2018: Mis je mij?
- 2018: Dit jaar
- 2018: Wat je doet, Delise ft MaddoC
- 2018: Schuil bij mij
- 2019: Stil val
- 2019: Spreid je vleugels, De Rechtstaat ft Delise
- 2020: Kleine dingen
- 2020: Helden
- 2020: Overwinnen
- 2020: Verbonden, Delise ft Elbert Smelt[1]
- 2020: Nu de trein vertrokken is...
- 2020: Dat doe je goed - Reyer Remix
- 2020: Wees niet bang
- 2021: Storm op het meer
- 2021: Hoe mooi - Marjolein Keijzer ft Delise
- 2021: Bij U is het goed - Delise ft Lars Gerfen
- 2022: Ik ken je
- 2022: Volbracht
- 2022: Goeie dag
- 2022: Om je heen
- 2023: Het wachten waard
- 2023: De diepte in
- 2024: Gebed voor jou
- 2024: Voor wie dit gelooft
- 2024: Laat het los
- 2024: Vrede
- 2024: Verborgen verhalen
- 2024: Als het stil is...

Fysieke cd's:
- 2018: Bladzijde 1
- 2020: Kleine dingen
- 2022: Delise & band live ep
- 2022: Ik ken je
- 2024: Verborgen verhalen